# Felsőszénégető
Felsőszénégető (németül Oberkohlstätten) Alsószénégető településrésze Ausztriában Burgenland tartományban a Felsőőri járásban.

## Fekvése
A Kőszegi-hegységtől északra egy dombvonulat oldalában 550 m magasan fekszik, közigazgatásilag Alsószénégetőhöz tartozik.

## Története
Határában vaskori sírhalom található és egy római kori temetőt is feltártak a 19. században.
A 16. században alapított település, ahol az uradalmi kohókhoz égettek faszenet.  Első írásos említése 1597-ben "ZenEgeto" néven történt. Alsó- és Felsőszénégető 1640-ben vált ketté. A településnek 1697-től csak fa haranglába állt, melyet 1756-ban a templom felépítése után bontottak le. Templomát 1747-ben építették, plébániáját 1777-ben alapították és hozzácsatolták a korábban Lékához tartozó Alsószénégető és a Máriafalvához tartozó Szalónakhuta községeket.
Vas vármegye monográfiája szerint " Felső-Szénégető kis német falu 34 házzal és 230 r. kath. és ág. ev. lakossal. Postája Gyöngyösfő, távírója Léka. Határában vaskorszakbeli sírhalom van."
1910-ben 194, túlnyomórészt német lakosa volt. Önkéntes tűzoltóegylete 1912-ben alakult. A trianoni békeszerződésig Vas vármegye Kőszegi járásához tartozott. 1921-ben Ausztria Burgenland tartományának része lett. 1950-ben bevezetették az elektromosságot és megépült a vízvezeték hálózat. Plébániáját 1969-ben építették. 1971-ben Alsószénégetőhöz csatolták. Tűzoltószerháza 1996-ban épült. A falunak ma mintegy 200 német lakosa van.

## Nevezetességei
Szent Lénárdnak szentelt plébániatemplomát 1747-ben építették, tornya eredetileg fából készült. 1800-ban átépítették, 1972-ben, majd 1994-ben renoválták.